# 나룻배 이야기
《나룻배 이야기》는 1959년 《사상계》에 발표된 하근찬의 소설이다.

## 줄거리
용팔, 천달, 두칠은 전쟁터에 나가기 전 날 밤 마지막으로 마을 사람들과 흥겹게 노래를 부른다. 읍내와 마을을 유일하게 이어주는 수단인 나룻배 사공 삼바우는 이 중 용팔의 아버지이다. 용팔의 동생이자 삼바우의 딸인 갑분이는 두칠을 좋아하고, 삼바우도 갑분이를 두칠에게 시집 보내려고 한다. 천달은 이미 순녀와 결혼을 했고 순녀는 임신을 했다. 하지만 삼바우는 용팔, 천달, 두칠이 전쟁터에 갈 수 있도록 배로 실어 주어야 한다. 그때까지만 해도 삼바우는 전장에 나가는 사람들이 모두 죽는 것은 아니라고, 다 잘 돌아올 것이라고 믿는다. 그리고 아들 용팔이 기차를 타고 전쟁터로 가는 것을 보며 만세까지 부른다.
시간이 흐르고, 순녀는 아들을 낳아 이름을 대열이라고 짓는다. 두칠의 어머니인 모량댁도 죽음을 맞이한다. 그리고 그 사이 두 청년 동식과 수만이 또 전쟁터에 나가게 된다. 그런데 어느 날 삼바우가 사윗감으로 점찍어 두었던 두칠이는 지뢰를 받아 도깨비같이 끔찍한 얼굴이 되어 돌아온다. 나룻배로 외부와 마을을 이어주는 삼바우는 이런 두칠이의 모습을 가장 먼저 보고 충격을 받는다.
또 시간이 흘러 순녀와 천달의 아들 대열이 돌이 되었다. 그리고 천달의 집에 우체부가 편지를 주고 간다. 천달이 죽었다는 내용이었다. 곧 천달이 뼛가루가 된 채로 돌아왔고 마을 전체가 초상집 분위기가 된다. 삼바우는 전쟁에서 몸이 성하게 돌아오는 사람이 많지 않다는 것을 알게 된다. 동식과 수만은 물론, 자신의 아들 용팔에게서도 아무 연락이 없자 삼바우는 결국 마을 청년들을 지켜야겠다고 결심한다. 마을과 외부를 연결하는 나룻배를 운행하지 않기로 한 것이다. 마을 반대쪽에서 양복을 입은 사람 하나, 어깨에 총을 멘 사람이 삼바우에게 다가온다. 삼바우는 이들이 마을 청년들을 또 데려갈 것이라고 생각하고 나룻배를 저어 마을 쪽으로 향하는 강길을 끊어버리기에 이른다.

## 등장 인물
- 삼바우 영감 : 나룻배 사공. 아들이 전쟁에 징집 당한 후 생사가 불명한 상태인데, 또 다시 마을 젊은이들을 징집하러 영장이 나오자 이들을 배에 태우지 않으면 비극적 일도 일어나지 않으리라는 생각에 뱃머리를 돌리는 순박한 인물이다.
- 두칠 : 전쟁 참전 후 흉측한 몰골이 되어 돌아와 육체적, 정신적인 불구자가 된 인물이다.

## 이 소설을 원작으로 한 작품
- 《나룻배 이야기》 (1981년, KBS TV 문학관)